# Eurymastinocerus puertoricanus
Eurymastinocerus puertoricanus är en skalbaggsart som beskrevs av Wittmer 1986. Eurymastinocerus puertoricanus ingår i släktet Eurymastinocerus och familjen Phengodidae. Inga underarter finns listade i Catalogue of Life.